# Уилям Блекстоун
Уилям Блекстоун (на английски: William Blackstone) е английски юрист и политик от партията на торите.

## Биография
Роден е на 10 юли 1723 година в Лондон. Завършва право в Оксфордския университет и от 1743 година преподава там, превръщайки се в един от авторитетите в областта на английското право. През 1765–1769 година издава своя най-значим труд – „Коментари на законите на Англия“. През последните години от живота си е съдия по граждански дела.
Умира на 14 февруари 1780 година в Уолингфорд край Оксфорд.